# Edward King
Edward Postell King Jr. (Atlanta, 4 juli 1884 - Brunswick, 31 augustus 1958) was een Amerikaans generaal die bekend werd door zijn rol tijdens de verdediging van het schiereiland Bataan tijdens de slag om Bataan tegen de Japanse invasie van de Filipijnen in de Tweede Wereldoorlog met de Dodenmars van Bataan als indirect gevolg.

## Militaire loopbaan
- Second Lieutenant, United States Army: 1908
- First Lieutenant, United States Army:
- Captain, United States Army:
- Major, United States Army: 1918[3]
- Lieutenant Colonel, United States Army: 1 november 1932[4]
- Colonel, United States Army: 1 juli 1937[4]
- Brigadier General, United States Army: 29 september 1940 (AUS)[4]
- Brigadier General, United States Army: 1 december 1940[4]
- Major General, United States Army: 18 december 1941 (AUS)[4]
- Major General, United States Army: 30 november 1946[4]

## Decoraties
- Army Distinguished Service Medal met Oak Leaf Clusters[3]
- Overwinningsmedaille (Verenigde Staten)
- World War II Victory Medal
- Amerikaanse Defensie Service Medaille met base gesp
- Azië-Pacifische Oceaan Campagne Medaille met 3 service sterren
- Filipijnse Defensie Medaille